# 風水斎シリーズ
風水斎シリーズ（かざみいつきシリーズ）は、服部あゆみによる、読みきり漫画シリーズ（一部連載もあり）。全18冊。当初は『ホラーハウス』（大陸書房）に掲載されていたが、のちに『ミステリーDX』（角川書店）に掲載の場を移している。
大都会・東京を舞台に、霊が全く見えない霊能力者・風水斎の活躍を描いたアクションホラー漫画。

## 登場人物

### 風水一族
先祖は徳川家康に仕えていた呪術師であり、東京を霊的に守護する役目を負っている。五人の人物を四神（青龍・朱雀・白虎・玄武）と黄龍になぞらえ、その役割をもって東京の守護に当たらせている（当番のようなものであり、彼ら自身に特別な仕事があるというわけではない）。
風水斎（かざみ いつき）
主人公。18歳。天然ボケでお人好し、ちょっぴり涙もろい性格。霊能力者であるが、霊が全く見えないため、髪を伸ばして霊感を補っている。現在は一族の長である母方の祖父と二人暮らし。都内にある高校に通っているが、修行を兼ねて除霊の仕事をしている。特技は中国武術。潜在的なパワーだけは凄まじく、あまりに強すぎる力ゆえにそれに振り回されてしまうことも。容姿端麗で運動神経抜群。正邪を問わずあらゆる魂を惹きつける独特の魅力を持っているが、なぜか女性との縁は薄い。一族の跡取りと目されているが、その割には冷遇されているようだ。現在の「青龍」の宮。
小野武（おの たけし）
斎の同い年の従弟（母親同士が双子の姉妹）。18歳。風水家の分家筋である小野家の次期総領で陰陽道系の呪術を使う。晴子（はるこ）と明子（あきこ）という4歳上の双子の姉たちがいる。斎と比べて要領がよく、家業手伝いと称してしっかりバイト料をもらっている。同じ高校の後輩の女の子と付き合っている。現在の「玄武」の宮。
橘夏姫（たちばな なつき）
生き別れになっていた、斎の双子の妹。18歳。生まれてすぐに母親（風水一行の娘）に引き取られ、斎とは別々に育った。風水一族の事情や双子の兄の存在を全く知らずに育ってきたが、前任者の事故死により「朱雀」の宮が彼女に移ってしまったため、様々な事件に巻き込まれていく。現在は再婚した母と継父、父親違いの幼い妹と暮らしている。「君が目覚めるとき」以降に登場。
幸徳井友保（かでい ともやす）
東京都庁職員で東大を首席で卒業した人物。32歳。風水家の分家筋である幸徳井家の総領。中学時代に斎と夏姫の父・五月と出会っている。現在の「黄龍」の宮。
明智静（あけち しずか）
在京テレビ局・MTVのニュースキャスター。風水家の分家筋である明智家の女性。現在の「白虎」の宮。「君が目覚めるとき」以降に登場。
風水一行（かざみ いっこう）
現在の風水一族の長。斎たちの母方の祖父であり、友保と静にとっては大おじにあたる。斎の生まれ持った力があまりにも強すぎたため、彼だけを引き取って山奥（東京都内）に隠棲した。一男二女の父親。十数年前に妻に逃げられている。
風水五月（かざみ さつき）
斎と夏姫の父親。風水家の分家筋の出（友保の母親のはとこ）で風水一行の娘と結婚して双子を儲ける。現在は消息不明だが、瀕死の重傷を負った斎の夢の中に姿を現し、彼の命を救っている。容貌と性格は息子である斎に酷似している（髪が短く眼鏡をかけている）。「冥の影（めいのかげ）」（「悪霊の館」収録）以降に登場。

### その他キャラクター
八上須世理（やがみ すせり）
生物系の研究所から脱走した遺伝子実験体・グレイ（猫）を追う女性科学者。グレイの捜索中に東京駅で斎と出会い、成り行きで彼と同行する。斎と心を通わせていくが、グレイを逃がした連中との戦闘の最中に爆発に巻き込まれ、瓦礫の下敷きになり死亡する。彼女の死は斎の心に甚大な傷を残した。「東京発25時04分」以降に登場。
瀬川瑞都（せがわ みずと）
八上須世理の従弟。コンピューターと都市伝説に精通した高校生。従姉の死に疑問を抱き、幼なじみの吉本炯（よしもと けい）と共に降霊術の依頼を装って斎に接近するが、事件に巻き込まれて彼と同行するうちに深い信頼で結ばれていく。「海に降る雪」以降に登場。
祐天寺公彦（ゆうてんじ きみひこ）
同性愛者のフリーライター。都内で発生した連続死体盗難事件をきっかけにして斎と知りあう。「死人使い」以降に登場。
日輪（にちりん）
東密の密教僧見習い。本名は三条紅（さんじょう こう）。風水一行の長男の子で、斎と従兄弟同士にあたる。早くに両親を亡くしたため、東寺の長者を介して月輪の実家である相田家に預けられた。現在は東寺で修行中の身。「狂骨」（「東京迷宮」収録）以降に登場。
月輪（げつりん）
東密の密教僧見習い。関西弁を操る一見気さくそうな青年。精進料理だけでは満足できず、出張の度にファストフード店で大量のハンバーガーをぱくついては、相方の日輪をげんなりさせている。現在は東寺で修行中の身。「狂骨（きょうこつ）」（「東京迷宮」収録）以降に登場。
ポチとタマ
斎が使役している2匹の管狐（くだぎつね）。当初は他の呪術師に使役されていたり、打ち捨てられた祠に鎮座していた。除霊の仕事に来た斎と戦うが、主や祠を失ったため斎に付いてきてしまう。ポチとタマは斎が名づけたもので、本名は甘楽（カンラ）と刈羽（カリハ）。一度だけ人間（少年）の姿に変化している。

## 既刊一覧
ホラーハウス･コミックス (大陸書房) B6判
1. ダークサイド･シティ 1989年12月10日 ISBN 4-8033-2445-X
2. 君が目覚めるとき 1 1990年9月5日 ISBN 4-8033-3014-X
3. 君が目覚めるとき 2 1991年2月8日 ISBN 4-8033-3170-7
4. 騒霊(ポルターガイスト) 1991年6月8日 ISBN 4-8033-3387-4
5. 海に降る雪 1 1992年1月10日 ISBN 4-8033-3809-4
6. 海に降る雪 2 1992年8月3日 ISBN 4-8033-4163-X

あすかコミックス (角川書店) 新書判
ダークサイド・シティ～海に降る雪 は大陸書房版の再編集。
死人使いはホラーハウス(大陸書房)に連載されたが休刊(倒産)したため発刊されなかった分でミステリーDX掲載は東京迷宮分より。
死人使い～平安京魔界紀行 は初期版には番号が振られていない。
1. ダークサイド･シティ 1993年11月17日 ISBN 4-04-924391-1
2. 君が目覚めるとき 前編 1994年1月17日 ISBN 4-04-924401-2
3. 君が目覚めるとき 後編 1994年3月17日 ISBN 4-04-924411-X
4. 東京発25時04分 1994年5月17日 ISBN 4-04-924425-X
5. 騒霊(ポルターガイスト) 1994年7月17日 ISBN 4-04-924441-1
6. 海に降る雪 前編 1994年9月17日 ISBN 4-04-924456-X
7. 海に降る雪 後編 1994年9月17日 ISBN 4-04-924457-8
8. 死人使い 1993年3月17日 ISBN 4-04-924346-6
9. 東京迷宮(トーキョー･ダンジョン) 1993年9月17日 ISBN 4-04-924377-6
10. 金蚕蠱(きんさんこ) 1994年10月17日 ISBN 4-04-924466-7
11. 平安京魔界紀行 1995年3月17日 ISBN 4-04-924497-7
12. 怪談の遠近法(パースペクティブ) 1995年10月17日 ISBN 4-04-924540-X
13. 龍の罠(ドラゴン･トラップ) 1996年3月17日 ISBN 4-04-924579-5
14. 夢違え 1996年10月17日 ISBN 4-04-924623-6
15. 東京夢幻区(トーキョー・ドリームエリア) 前編 1997年4月17日 ISBN 4-04-924649-X
16. 東京夢幻区(トーキョー・ドリームエリア) 後編 1997年5月17日 ISBN 4-04-924663-5
17. 悪霊の館 1997年9月17日 ISBN 4-04-924692-9
18. 隠れ里 1998年1月17日 ISBN 4-04-924714-3

朝日コミック文庫 (朝日新聞出版) 文庫判
1. ダークサイド・シティ 2010年1月8日発売 ISBN 978-4-02-269017-3
2. 東京発25時04分 2010年2月5日発売 ISBN 978-4-02-269018-0
3. 海に降る雪 2010年3月5日発売 ISBN 978-4-02-269021-0
4. 死人使い 2010年4月7日発売 ISBN 978-4-02-269027-2